# Sky Blu
Skyler Austen Gordy, bättre känd under sitt artistnamn Sky Blu, född 23 augusti 1986 i Los Angeles, Kalifornien, är en amerikansk rappare, sångare, musikproducent, DJ och dansare som är mest känd från musikduon LMFAO tillsammans med sin farbror Redfoo (Stefan Kendal Gordy). Han är utöver brorson till Redfoo även barnbarn till Motowngrundaren Berry Gordy och son till Berry Gordy IV och Valerie Robeson samt bror till DJ:en och sångerskan Mahogany "Lox" Cheyenne Gordy.